# Glenn McClelland
Glenn McClelland je americký hráč na klávesové nástroje, hrál nebo hraje ve skupinách Ween, Blood, Sweat & Tears, The Happy Dog a dalších.